# Burlingame (California)
Burlingame es una ciudad estadounidense en el condado de San Mateo, California, que es el segundo condado más rico del estado, así como el decimocuarto más rico del país. Está situada en la península de San Francisco y tiene un litoral significativo en la bahía de San Francisco. La ciudad se nombra después del diplomático Anson Burlingame. Es renombrada por muchos ejemplos el sobrevivir de la arquitectura Victoriana y su alta calidad de la vida residencial. Burlingame fue elegida por los ricos residentes de San Francisco que buscaban un clima mejor para sus segundos hogares, pero el crecimiento industrial fue estimulado en los años 60 y los años 70 por su proximidad al aeropuerto internacional de San Francisco, generando crecimiento de los servicios de ayuda de la línea aérea cerca de la carretera 101. A la fecha del censo del año 2005, Burlingame tenía una población de 31.000 habitantes.

## Geografía
Burlingame está situado en 37°34 el ″ N, 122°21 ″ W (37.583235, -122.363691) del ′ 60 del ′ 49 GR1. Según la oficina de censo de Estados Unidos, la ciudad tiene un área total de 15.6 kilómetros de ² (² de 6.0 millas). 11.2 kilómetros de ² (² de 4.3 millas) de él son tierra y 4.4 kilómetros de ² (² de 1.7 millas) de él (28.19%) son agua.

## Demografía
A la fecha el censoGR2 del 2004, había 28.158 personas, 12.511 casas, y 6.956 familias que residían en la ciudad. La densidad demográfica era de los 2,510.8/km² (6,496.2/mi²). Había 12.869 unidades de cubierta en una densidad media del del 1,147.5/km² (2,968.9/mi²). La división racial de la ciudad era 73.88% blancos, 1.45% afroamericanos, 0.83% americanos nativos, 15.78% asiáticos, 1.48% isleños pacíficos, 4.62% de otras razas, y 4.96% a partir de dos o más razas. 14.84% de la población eran Hispanos o Latinos.

## Historia

### Ciudad de los árboles
Burlingame se conoce como la «ciudad de los árboles» («city of trees») debido al número de árboles dentro de la ciudad (18.000 árboles públicos). La mayoría de las características residenciales tienen árboles poseídos y protegidos por la ciudad a la manera y el derecho del público. Además la ciudad tiene muchos parques y arboledas de eucalipto que agregan al número total de árboles. Las arboledas del eucalipto ocurren al oeste de la ciudad hacia la autopista 280 y junto a muchas calles de la ciudad, como la impulsión de California, El Camino Real, y otras calles locales más pequeñas. El parque de Washington con la avenida de Burlingame en su borde del este, la High School preparatoría de Burlingame en su borde occidental, y la línea de Caltrain en su borde meridional esta el parque más viejo de Burlingame. Era originalmente parte de Gunst Estate, y algunos de los árboles grandes existentes dentro del parque eran parte de este estado. 

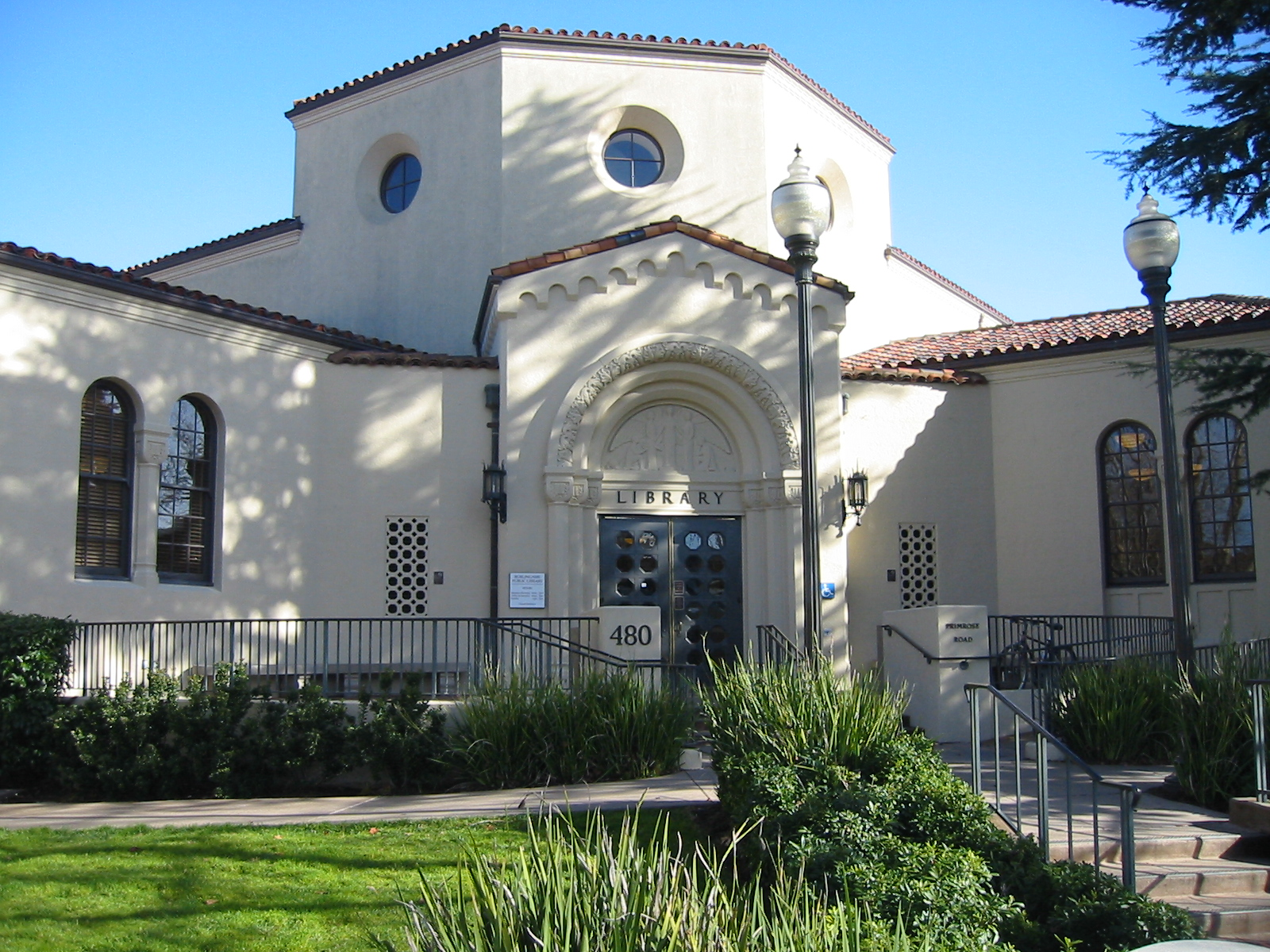
Biblioteca de Burlingame
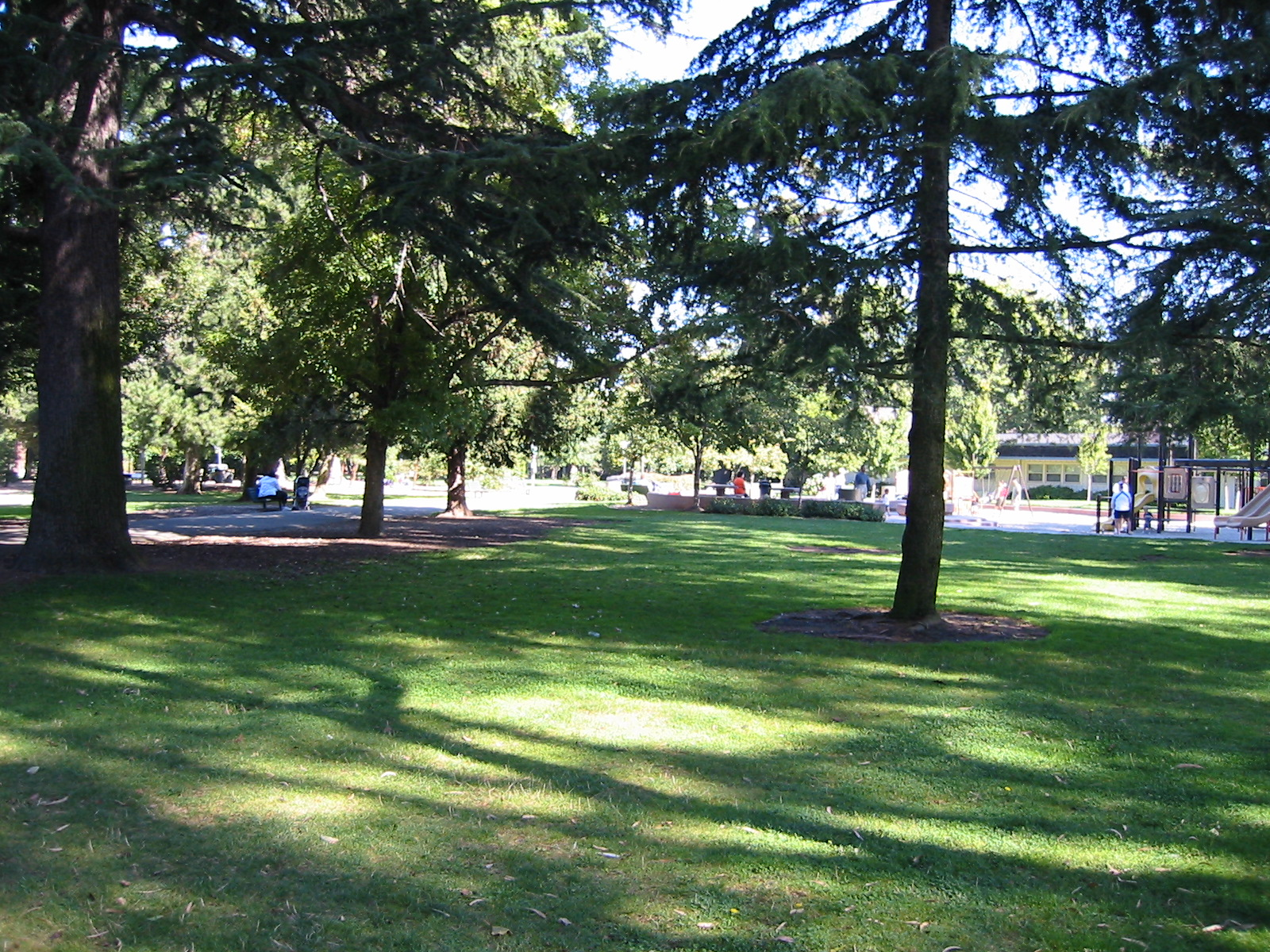
Parque Washington
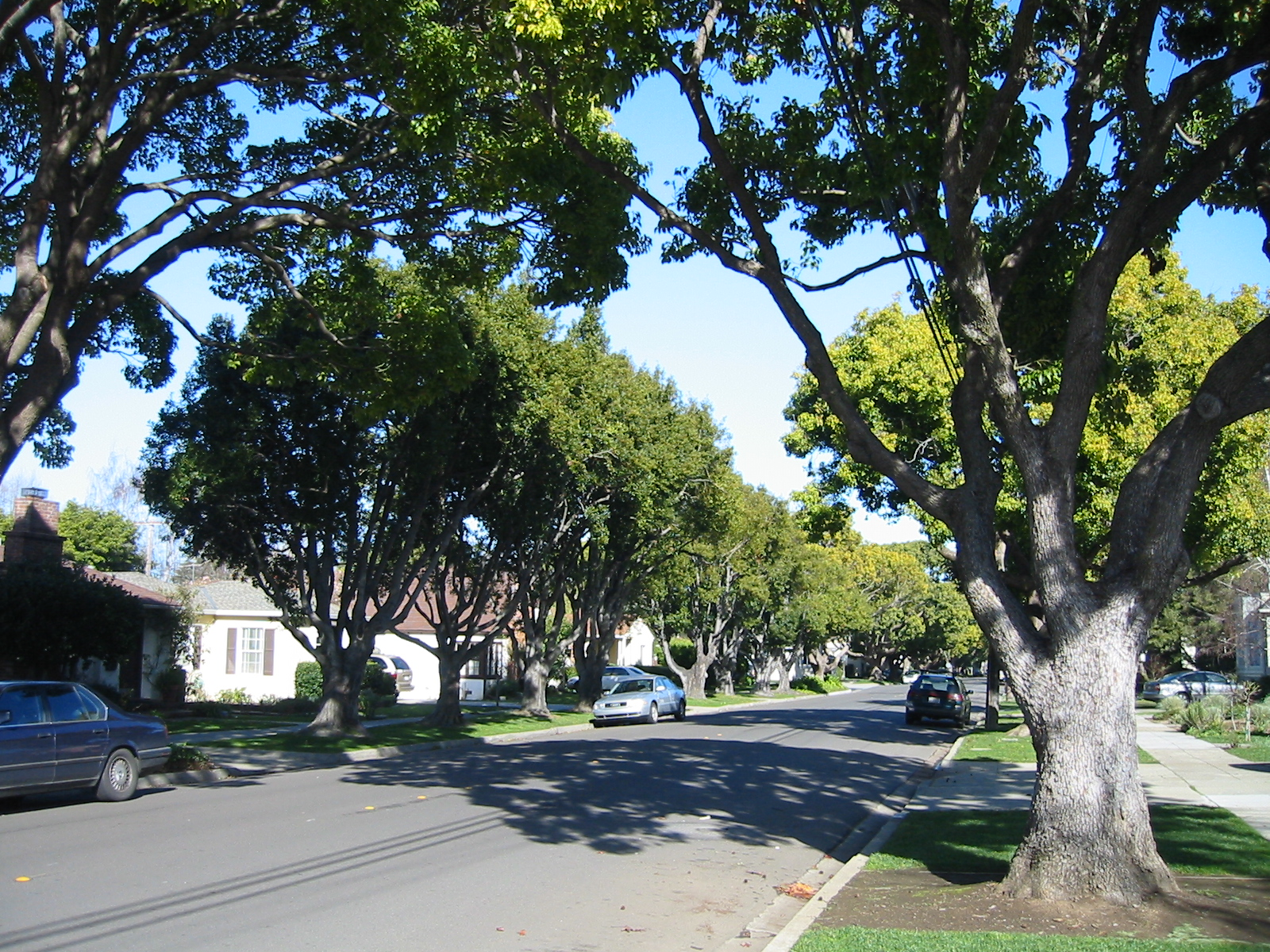
Burlingame - Ciudad de los árboles (City of Trees)

- Wikimedia Commons alberga una categoría multimedia sobre Burlingame.

- Datos: Q986867
- Multimedia: Burlingame, California / Q986867